# 조선후
조선후(朝鮮侯)는 고조선의 국왕으로, 이름이 아닌 작호이며 전국책에는 그의 왕호(王號)가 기록되어 있지 않다. 기자조선을 따르면 기자의 후손이며 기자조선을 부정하면 고조선(단군조선)의 왕이 된다. 족보에는 그의 왕호가 가덕왕(嘉德王)이라 기록되어 있으나 신빙성이 부족하다.
유항의 전국책에는 기자의 후손이라고 하며 왕명이 아닌 조선후(朝鮮侯)로 기록되어 있다. 춘추전국시대 연나라가 왕(王)을 칭하고 고조선을 칠 준비를 하였는데, 고조선의 왕 조선후(朝鮮侯)도 왕(王)을 칭하고 연을 치려 하였으나 대부례(禮)가 간언하여 그만두었다는 기록이 전한다.

## 기록
昔箕子之後朝鮮侯 見周衰 燕自尊爲王 欲東略地 朝鮮侯亦自稱爲王 欲興兵逆擊燕以尊周室。其大夫禮諫之 乃止。使禮西說燕 燕止之 不攻。
 옛날 기자(箕子)의 후손 조선후(朝鮮侯)가 중국의 주(周)나라가 쇠약해짐을 보고 스스로 왕을 칭하고 연(燕)나라와 대치하였다.— 유항의 전국책(문헌)

## 참고 문헌
- 유항의 전국책

| 전대 단군왕검→알려지지 않음 | 제?대 고조선 국왕 미상(활동기간 4C) | 후대 알려지지 않음→부왕 |

| 전임 단군왕검 | 한반도의 국가 원수 | 후임 부왕 |